# エメンタールチーズ

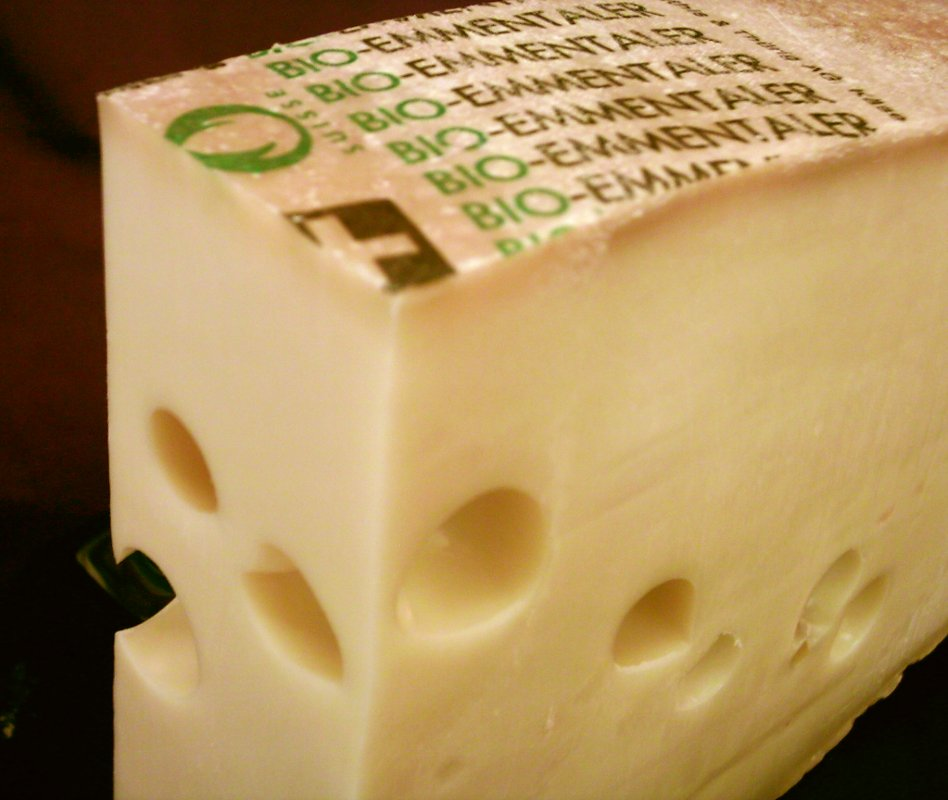
エメンタールチーズ

エメンタールチーズ（独: Emmentaler、スイスドイツ語: Ämmedaaler）は、硬質チーズのひとつ。スイスのベルン北東部エメン渓谷近郊、エメンタール地方が原産のためこう呼ばれる。
「チーズの王様」と呼ばれることもある。木の実に似た香ばしい独特の芳香がある。チーズフォンデュには欠かせないチーズである。
製法は、温めた牛乳にプロピオン酸菌属を加え、固形成分を分離し形成し発酵させる。第1熟成期間は、18 - 20 ℃で2週間ほど。第2熟成期間は、20 - 23 ℃で4 - 6週間。
80 kg - 100 kg以上というかなり大きな円盤型に成型されて熟成される。一塊のチーズを作るのに約1000リットルの牛乳が必要とされる。切ると内部にはチーズアイと呼ばれる多数の穴（気孔）がある。これはプロピオン酸発酵による炭酸ガスの気泡が固まったものだと言われていたが、2015年に牛乳を絞る際、微量に混ざる干し草の粒子によって出来るものだという新たな説が浮上、工場などの干し草の混ざりにくい環境下で作られたものは、穴が小さいことから、この説の信憑性が高いと言われている。
この穴のためチーズの中央部が大きく膨らむ。2003年度の統計によるとスイスのチーズ総輸出量は54,844トンであるが、エメンタールチーズが5割を占めている。
現在ではスイス以外でも同様の製法で作られたものが「エメンタールチーズ」として売られている。このためスイス産のエメンタールのシェアの低下に危機感を持ったスイス連邦農業局が2004年にAOC（原産地呼称統制）に登録することを決定。今後はスイス産以外のものは名称に産地を明記しなければならなくなる。
フランス料理では、グリュイエールチーズと並び、グラタンやキッシュなどの料理によく用いられる。
漫画や挿し絵などでチーズといえば穴の空いたこのエメンタールチーズが描かれることが多い。これは欧米では広く認知されているということとともに、絵で書いたときにチーズだということが伝えやすいことも理由にある。アメリカ合衆国のギャグアニメ「トムとジェリー」に登場するチーズがこれである。実際にはネズミがチーズを好んで食べるわけではなく、むしろ乳製品は与えてもほとんど食べることはない。この誤解が広まった説として、発酵の段階でできた気泡をネズミがかじったものと間違えたからというものがある。
北米では、スイス風の穴の空いた硬質チーズを総称してスイスチーズ、あるいは単に「スイス」と呼ぶ。